# Барбара Феррелл
Барбара Енн Феррелл (англ. Barbara Ann Ferrell; нар. 28 липня 1947) — американська легкоатлетка, яка спеціалізувалася в бігу на короткі дистанції.

## Із життєпису
Олімпійська чемпіонка в естафеті 4×100 метрів (1968).
Срібна олімпійська призерка в бігу на 100 метрів (1968).
Фіналістка олімпійських змагань з бігу на 100 метрів (1972; 7-е місце) та 200 метрів (1968; 4-е місце).
Чемпіонка (біг на 100 метрів) та срібна призерка (біг на 200 метрів) Панамериканських ігор (1967).
Чемпіонка (біг на 100 метрів) та срібна призерка (біг на 200 метрів) Універсіади (1967).
Ексрекордсменка світу з бігу на 100 метрів та в естафеті 4×100 метрів.
Чемпіонка США в бігу на 100 метрів (1967), а також 100 та 220 ярдів (1969).
Переможниця Відбіркових олімпійських змагань США в бігу на 100 метрів (1972).
По закінченні змагальної кар'єри тривалий час працювала тренером.

## Основні міжнародні виступи
| Рік  | Змагання             | Місто    | Місце            | Дисципліна | Примітки         |
| ---- | -------------------- | -------- | ---------------- | ---------- | ---------------- |
| 1967 | Універсіада          | Токіо    | 1                | 100 м      |                  |
| 1967 | 2                    | 200 м    |                  |            |                  |
| 1967 | Панамериканські ігри | Вінніпег | 1                | 100 м      |                  |
| 1967 | 2                    | 200 м    |                  |            |                  |
| 1967 | DQ                   | 4×100 м  |                  |            |                  |
| 1968 | Олімпійські ігри     | Мехіко   | 2                | 100 м      | Відео на YouTube |
| 1968 | 4                    | 200 м    | Відео на YouTube |            |                  |
| 1968 | 1                    | 4×100 м  |                  |            |                  |
| 1972 | Олімпійські ігри     | Мюнхен   | 7                | 100 м      | Відео на YouTube |
| 1972 | 2пф7                 | 200 м    |                  |            |                  |

## Визнання
- Член Зали слави легкої атлетики США (1988)[1]